# Ouled Cheikh
 (septembre 2020).
Si vous disposez d'ouvrages ou d'articles de référence ou si vous connaissez des sites web de qualité traitant du thème abordé ici, merci de compléter l'article en donnant les références utiles à sa vérifiabilité et en les liant à la section « Notes et références ».
Ouled Cheikh est un petit village d'Algérie à 2 km de Sidi Moussa dans l'extrême ouest de la Wilaya de Chlef. Le dit village se trouve sur les limites avec la Wilaya de Mostaganem (Commune d'Ouled Boughalem), sur le Chemin Départemental (CD) 9 reliant Sidi Moussa (Chlef) à Ouled Boughalem (Mostaganem). A Ouled Cheikh, on trouve une école primaire, une mosquée, une école coranique, ainsi qu'un puits d'eau d'où la majorité de la contrée de Sidi Moussa s'approvisionne. 

## Personnalités
- Ibn Eddine Zerrouki (1913-1957) est un cheikh, imam et martyr de la Guerre d'Algérie, y est né.